# 比爾吉爾區

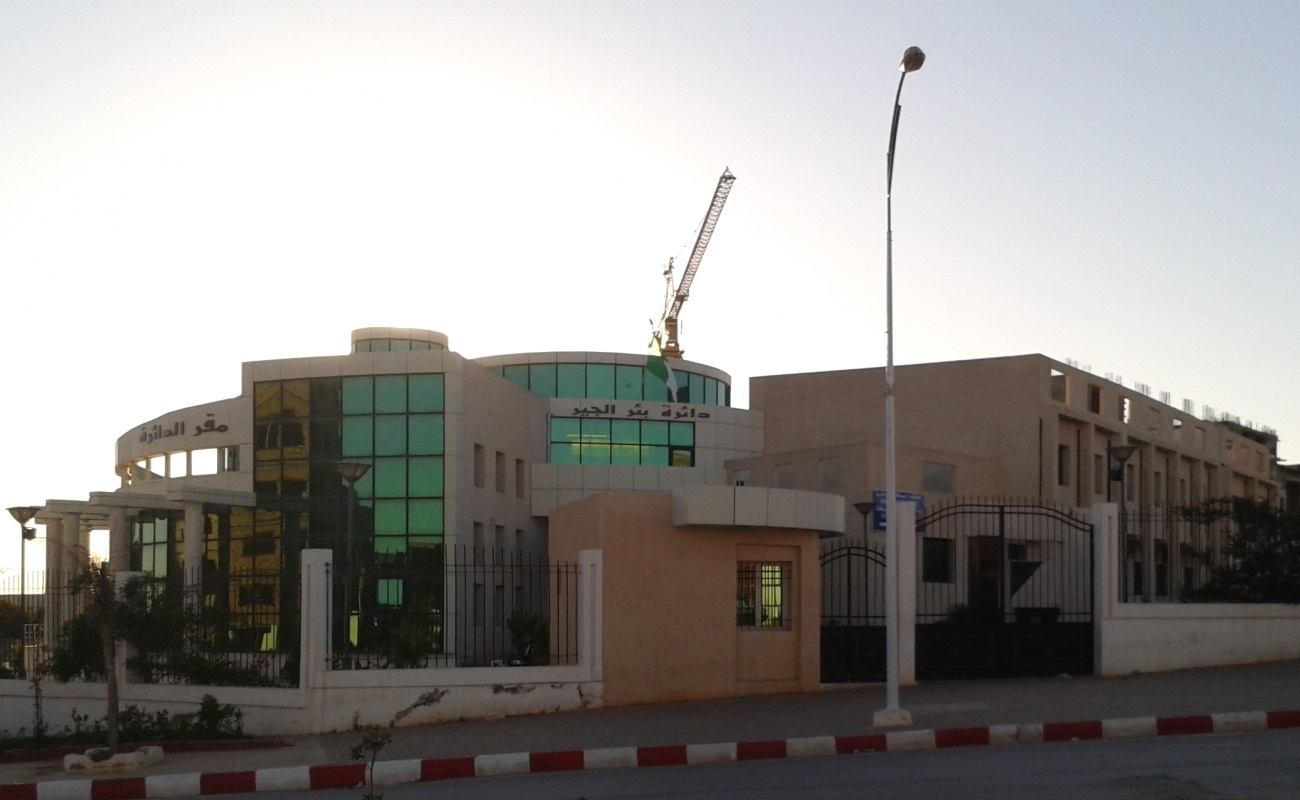

35°44′12″N 0°33′15″W / 35.7368°N 0.5541°W
比爾吉爾區（阿拉伯语：‎），是阿爾及利亞的行政區，位於該國西北部，由奧蘭省負責管轄，首府設於比爾吉爾，面積102平方公里，1998年人口127,113，人口密度每平方公里1,200人。